# 강북구의회
강북구의회는 서울특별시 강북구 지역을 관할하는 기초의회이다.